# Dryvjaty
Dryvjaty (bělorusky Дрывяты, rusky Дривяты) je šesté největší jezero v Bělorusku. Nachází se v Braslavském rajónu ve Vitebské oblasti na severovýchodním okraji Baltského pojezeří. Je jedním ze skupiny Braslavských jezer. Kotlina jezera vznikla přehrazením. Má rozlohu 32,6 km² (podle jiných zdrojů až 36,1 km²). Je 9,86 km dlouhé a maximálně 4,5 km široké. Dosahuje maximální hloubky 18 m (podle jiných zdrojů jen 12 m) a průměrná hloubka je 6,1 m. Leží v nadmořské výšce 130 m.

## Pobřeží
Délka pobřeží je 37,6 km. Jižní a východní břehy jsou mělké a zarůstající, severní a západní jsou hlubší. Povrch břehů je písečný a písčito-štěrkovitý a na několika větších úsecích bažinatý. Pobřeží je ploché a převážně je pokryté jehličnatými a smíšenými lesy. Na jihu a jihozápadě k jezeru zasahuje lesní oblast Belmont. Pobřeží v pásu širokém 20 až 200 m je pokryté vodním a bažinatým rostlinstvem a keři.

## Dno
Dno do hloubky 3,5 až 5 m je tvořeno pískem a písčitými usazeninami, ve větších hloubkách pak jílem a sapropelem. Pás mělčin je široký 150 až 300 m a klesá pozvolna. Ve střední části jezera se střídají hluboké propadliny s mělčinami.

## Ostrovy
Na jezeře je šest ostrovů o celkové rozloze 0,92 km².

## Vodní režim
Do jezera ústí řeky Usvnca, Zolvica, Okuijovka, Raka a šest potoků. Jeho povodí má rozlohu 459 km². Ze severovýchodního rohu jezera odtéká řeka Drujka (levý přítok Západní Dviny). Na jezeře často vznikají severozápadní a západní větry. Nejklidněji je brzy ráno a večer.

## Vlastnosti vody
V létě se voda rychle ohřívá. Obsah kyslíku je vysoký. Mineralizace vody dosahuje 200 až 240 mg/l. Průzračnost je 2,5 m.

## Flóra a fauna
V pobřežním pásmu rostou zde v Bělorusku vzácné druhy řečanky (najas flexilis a najas minor) a přeslenice vodní. V jezeře žije přibližně 20 druhů ryb (cejn velký, candát obecný, okoun říční, plotice obecná, lín obecný, síh malý, mník jednovousý, jelec jesen, karas obecný, štika obecná a také úhoř říční). Bylo zde pozorováno hnízdění labutě velké.

## Osídlení pobřeží
Na kopcích podél severního břehu jezera leží město Braslav. Na severovýchodním břehu je turistická chata a na jihovýchodním přírodní památka Achremovecký park Belmont. Severně od jezera je sanatorium Braslav. V Braslavi na šíji mezi vesnicí a jezerem Novjata je hradiště s archeologickými vykopávkami.